# يوهان ديفيد هان
يوهان ديفيد هان (بالألمانية: Johann David Hahn) (و. 1729 – 1784 م) هو كيميائي، وفيزيائي، وعالم فلك، وعالم نبات، وأستاذ جامعي من ألمانيا . ولد في هايدلبرغ .
توفي في لايدن، عن عمر يناهز 55 عاماً.